# Leptogium parculum
Leptogium parculum är en lavart som beskrevs av Nyl. Leptogium parculum ingår i släktet Leptogium och familjen Collemataceae.   Inga underarter finns listade i Catalogue of Life.